# Torra (bière)
La Torra est une marque de bière corse. 

## Histoire
Initialement brassée par la Brasserie Duyck à Jenlain, elle est brassée depuis 2004 par la société Socobo, dans la Brasserie de Corse à Ajaccio.

## Variétés
Deux variétés de Torra sont commercialisées : une blonde parfumée à l'arbouse qui titre 5,5 % et une ambrée à la myrte, qui elle titre 6 %.